# Мартин, Эндрю (велогонщик)
Эндрю Мартин (англ. Andrew Martin, род. 4 декабря 1961) — гуамский шоссейный и трековый велогонщик. Участник летних Олимпийских игр 1992 года.

## Карьера
В 1992 году был включён в состав сборной Гуама на летних Олимпийских играх в Барселоне. На них выступил в командной гонке преследования. 
В её квалификации, из которой в основной раунд выходило 8 команд, сборная Гуама (в которую также входили Джази Гарсия, Мануэль Гарсия и Мартин Сантос) показала 20-й последний результат, уступив 1 минуту 8-у месту и закончила выступление.